# 愛麗絲鏡中奇遇
《愛麗絲鏡中奇遇》（英語：Through the Looking-Glass, and What Alice Found There）或簡稱為鏡中奇緣，是英國作家路易斯·卡羅於1871年出版的兒童文學作品，也是《愛麗絲夢遊仙境》（Alice's Adventures in Wonderland）的續作。作品中有大量關於鏡子的主題，像是對稱、時間逆轉等，同時包含了許多西洋棋的要素。本書維持前作《愛麗絲夢遊仙境》中一貫的天馬行空、奇想天外劇情，同樣包含了大量令人拍案的雙關語、諧音等語言遊戲，以及多首惡搞當代著名童謠或詩歌的胡鬧詩（nonsense verse），展現十足路易斯·卡羅的獨特奇幻文風。
在英語中，該書通常簡稱為《Through the Looking-Glass》。

## 故事大綱
- 第一章：鏡中屋

一天，愛麗絲正和家裡的小黑貓玩著（另一隻大黑貓則在玩毛線球），並愉快的和小貓「聊天」（當然，只有她在自言自語）。不一會，話題帶到了房間的鏡子和西洋棋上。愛麗絲爬到壁爐台上，不知不覺就穿越了鏡子，到達另外一邊的房間。原先房間裡的西洋棋子活了過來，小小的紅國王和皇后在壁爐附近散步。愛麗絲戲弄了他們，然後在房間裡找到一本書，這本書以左右相反的文字寫成（因為在鏡子裡），於是愛麗絲取了面鏡子來看，書裡面寫的是一首名為《傑伯沃基》的詩。愛麗絲之後離開了房間。
- 第二章：活生生的花園

愛麗絲在房子外四處遊蕩，不過不管怎麼走就是會回到房子前面。她又走到一個花壇旁，和花朵們聊起天。一番對話後，紅皇后又出現了，現在她已經不是棋子的大小，她變得比愛麗絲高半個頭。愛麗絲朝皇后走去，卻回到房子的前門，她只好試著往反方向走，果然馬上就走到皇后身邊。愛麗絲和皇后走上一個小丘，由上往下看可以看出這一帶的田野都像西洋棋盤一樣，各個田野被樹籬笆和小溪切成方形。愛麗絲興奮的告訴皇后說她希望像田野上的棋子一樣參加西洋棋賽，皇后回說愛麗絲可以當白卒，她現在在第二格，只要走到第八格就能當皇后了（升變）。突然間，他們沒來由地開始跑，不過一點也沒有前進。愛麗絲累的和皇后停下來，皇后又告訴愛麗絲關於之後的格子的事情，然後就在一根木樁處消失了。
- 第三章：奇異的昆蟲

愛麗絲跳過六條小溪的第一條，突然到了一列火車上。愛麗絲對面是一位穿著白紙衣的紳士、一頭山羊（人模人樣的）和一隻甲殼蟲。這時一個小聲音開始在愛麗絲耳邊低語，一匹馬打斷了他們的對話，原來火車剛躍過一條小溪，將到第四格去了。車廂突然跳了起來，愛麗絲嚇的抓住山羊的鬍子，不過一切都消失了，愛麗絲現在在一顆樹下，剛剛和她交談的蚊子（有一隻小雞大）正在一根枝條上盪鞦韆。蚊子和愛麗絲聊著昆蟲的話題，包含馬蠅、響翼蜻蜓和麵包奶油蝴蝶。蚊子後來也消失了，愛麗絲走到一片空地，一側是一片小樹林。愛麗絲突然忘了自己的名字，並遇見一隻也忘了名字的小鹿。當他們走到另一片空地時，鹿想起愛麗絲是人的孩子，便驚慌逃走了。愛麗絲繼續走，兩個指標在岔路處出現，不過都指著同一個方向，上面分別寫著「去特老大家」和「去特老二家」。愛麗絲過了個彎後，突然就發現了這兩人。
- 第四章：特伟哥和特伟弟

以英國著名《鵝媽媽童謠》中特伟哥和特伟弟為主角，二人長的一模一樣（愛麗絲想道他們脖子領邊後一定寫著特像）。這二人唱唱跳跳，特伟弟背起很長的《海象與木匠》詩。一股鼾聲傳來，是在睡覺的紅國王。特伟弟告訴愛麗絲國王正夢見她，愛麗絲不過是他的夢。兩兄弟突然為了一個壞掉的手摇摇吵了起來，然後展開決鬥。兩人以奇怪的東西為盔甲和武器（例如鍋碗瓢盆、地毯等），不過在特伟哥看見烏鴉來了以後兩人就一溜煙地跑了。烏鴉煽起一股大風，愛麗絲抓住了一個不知哪兒飛來的披巾。
- 第五章：羊毛和水

愛麗絲抓住的披巾是白皇后的，愛麗絲和皇后聊了些古怪的話題，皇后提到她記得未來發生的事，她的記憶向兩個方向發展。後來一陣風把披巾吹到小溪對面，愛麗絲於是隨著跨過小溪。突然間，她到了間商店裡，櫃台處坐了頭綿羊。雖然店裡似乎擺滿了商品，不過只要愛麗絲一去看，商品就會不見。綿羊給了愛麗絲一副編織針，現在他們到了一艘小船上，而針變成了槳。小船順流而下，划槳被某種東西纏住，愛麗絲被槳柄打翻，掉到一叢燈心草裡。他們又變回店內，愛麗絲想和綿羊買顆雞蛋，綿羊把蛋放在櫃台的另一端，要愛麗絲自己拿。愛麗絲走去，每樣東西在她靠近時都變成了樹，原來她在一條溪邊。
- 第六章：矮胖子

同樣以英國著名《鵝媽媽童謠》中矮胖子為主角，當愛麗絲走近雞蛋時，那蛋變成一個長的像蛋、名叫矮胖子的人。他和愛麗絲針對語意學展開一連串抬槓，並替她解釋了《杰伯沃基》的一部分意思，然後背了首突然中斷的詩給愛麗斯聽。
- 第七章：獅子和獨角獸

一群士兵蜂擁的穿越樹林跑來，不過這些士兵相當笨拙，不時就會跌倒。愛麗絲見到白國王，國王的盎格魯薩克遜信使這時也出現並告訴國王獅子和獨角獸正在打架。一行人於是到了打鬥的地點，打鬥卻正好結束了。愛麗絲替獅子和獨角獸切蛋糕，她照著獨角獸的指示轉一圈再切，響起的鼓聲把他們打斷，愛麗絲驚惶的跨過小溪。
- 第八章：「這是我的發明」

鼓聲消失了，周圍也空無一人。一個動作笨拙的紅騎士出現在愛麗絲面前，又來了位同樣笨拙的白騎士。在決鬥過後紅騎士離去，白騎士則說要護送愛麗絲到森林的盡頭。途中，騎士不斷的摔下馬。他替愛麗絲唱了首歌，當這首長曲子結束時他們也快到了。愛麗絲應騎士要求目送他離開。然後越過小溪進入第八格。她出現在一片草坪上，頭上有了頂王冠。
- 第九章：愛麗絲女王

愛麗絲成為女王，紅白皇后坐在她身邊。兩個皇后在紅皇后唱了搖籃曲後睡著了。愛麗絲來到一座拱門前，上面寫著「愛麗絲女王」，兩個門鈴拉手各寫著「賓客專用」和「僕人專用」。愛麗絲怎麼樣也沒辦法找到人來開門，這時來了隻青蛙，踢了門一下，於是門開了。裡面有好幾百個聲音合唱，歡迎愛麗絲女王。裡面是個大廳，坐著各樣人物，紅白皇后已經就座，愛麗絲坐在她們之間的空位子。當她要發言致謝時，廳內變成一種奇幻式的混亂場景。愛麗絲忍無可忍，於是使勁扯掉桌布，鍋碗瓢盆、客人、蠟燭全掉下來，摔在地上。當她氣沖沖的右看向紅皇后時，紅皇后已經變成一個娃娃大了。愛麗絲抓起她，反覆的說：「我要把你搖成小貓！」
- 第十章：搖

愛麗絲把紅皇后從桌上拿起來，使勁的搖晃。皇后愈變愈小、愈來愈胖、眼睛愈來愈大⋯⋯
- 第十一章：醒

皇后變成了貓。
- 第十二章：誰夢見了誰？

愛麗絲從夢中醒來，兩隻小貓在她身旁。愛麗絲興奮的說了夢中的一些事，問道究竟是她還是紅國王在作夢。故事最後以一首詩結束。

## 主要角色
- 愛麗絲（Alice）
- 潘達斯奈基（Bandersnatch）
- 海發（Haigha，即三月兔）
- 海他（Hatta，即瘋帽客）
- 矮胖子（Humpty Dumpty）
- 空洞巨龍（Jabberwock）
- 加布加布鳥（Jubjub Bird）
- 紅國王（Red King）
- 紅皇后（Red Queen）
- 紅騎士（Red Knight）
- 綿羊（The Sheep）
- 特偉哥和特偉弟/特老大與特老二（Tweedledum and Tweedledee）
- 海象與木匠（The Walrus and the Carpenter）
- 獅子與獨角獸（The Lion and the Unicorn）

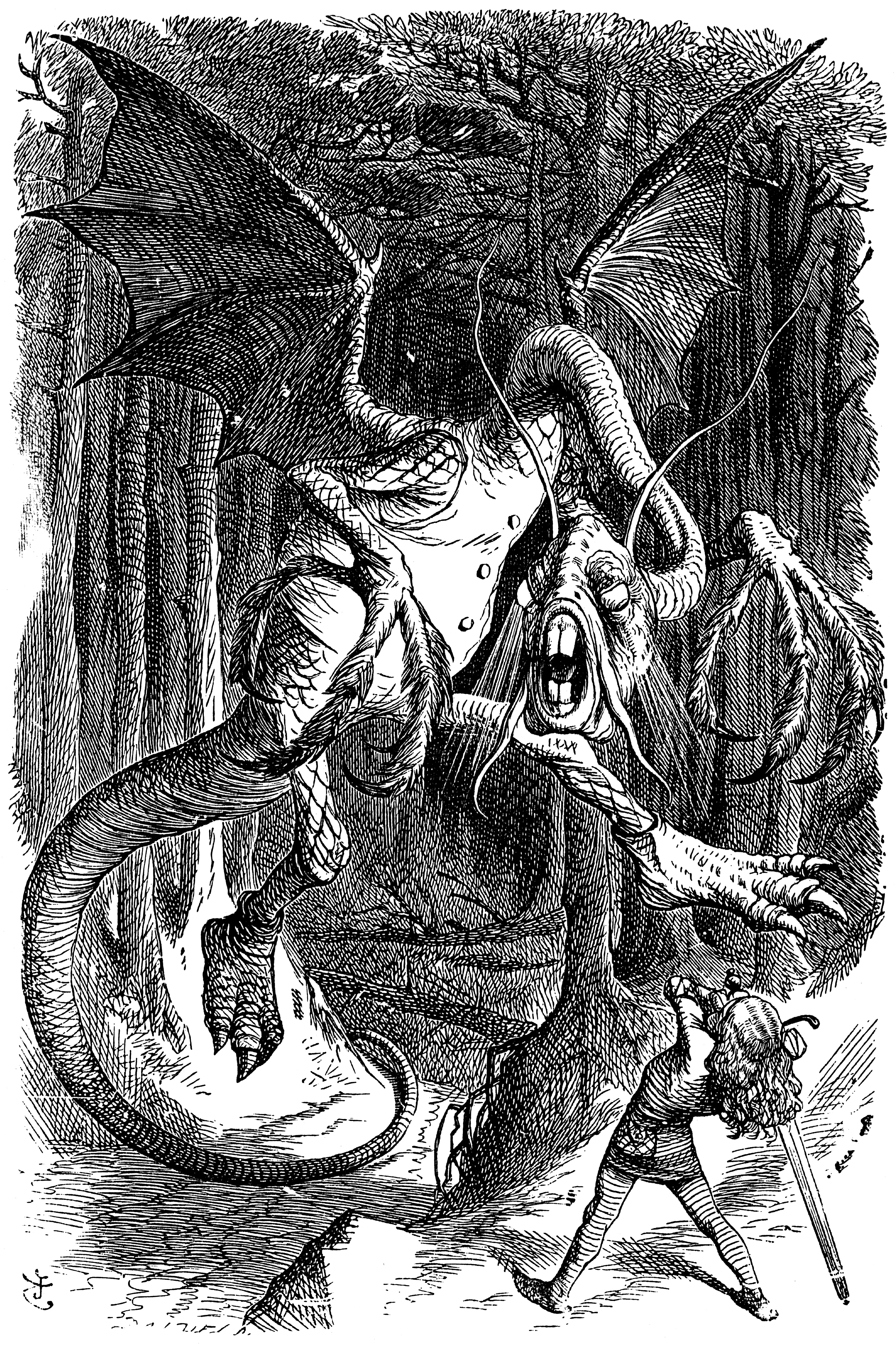
空洞巨龍，由約翰·譚尼爾（John Tenniel）替《愛麗絲鏡中奇遇》繪，此圖包含於杰伯沃基一詩中

- 白國王（White King）
- 白騎士（White Knight）
- 白皇后（White Queen）
- 白紙衣的紳士
- 山羊
- 甲殼蟲
- 蚊子（gnat）
- 小鹿

## 西洋棋主題

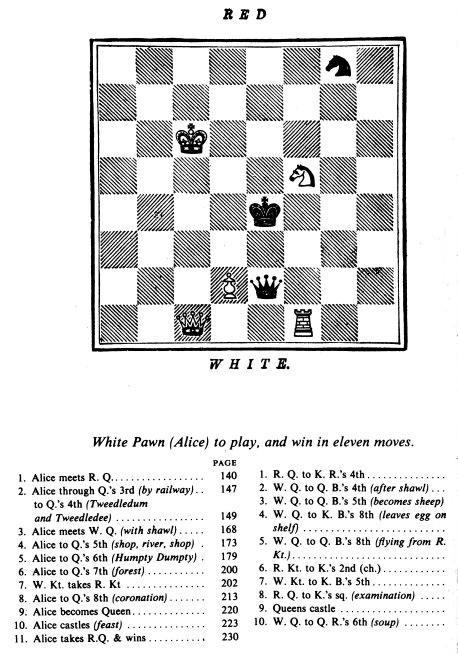
路易斯‧卡羅對於故事的西洋棋圖表

第一本書的主題是撲克牌，而這本則根基於一場西洋棋賽，進行在一張以原野為格子的巨大棋盤上。多數故事中的角色都代表了一顆棋子，愛麗絲則代表兵。
雖然西洋棋問題因為故事「和西洋棋錯誤的聯結」而普遍被認為是胡扯的內容，但是法國研究者克里斯多福·勒羅伊（Christophe LeRoy）和沙利文·雷瓦特（Sylvain Ravot）聲稱這事實上包含了一個卡羅給讀者的「隱藏密碼」。這密碼應該和卡羅與愛麗絲·李道爾（Alice Liddell）的關係有關，而且很明顯地包含了幾個卡羅喜歡的數字42的提及。該理論和其含意曾因缺乏有力證據、扭曲關於卡羅與愛麗絲的歷史事實和玩弄數秘術與秘教而受批評。
鏡中奇遇的世界由河流分成各個區塊，當跨越河流時在景色和故事的情節都會有明顯地改變：河流代表了棋盤上格子的區分，而愛麗絲跨越他們的行為代表她在棋盤上前進了一格。除此以外，因為跨越河流並不一定和章節的開頭及結尾相符，該書的多數版本視覺性地以數行的星號把文字打散（ * * * ）來表現這個動作。移動棋子的順序（白方與紅方）並不一定遵守規則，如數學家兼作家馬丁·加德納所提到的，這是要呼應書中的鏡像相反主題。.
對卡羅的小說中的西洋棋主題最廣泛的討論見於Glen Downey的 The Truth About Pawn Promotion: The Development of the Chess Motif in Victorian Fiction。
維農·賴蘭德·帕頓以此主題為靈感，創作許多國際象棋變體，如愛麗絲象棋。

## 角色的歸來
海他（Hatta）和海發（Haigha）（英國式的發音是帽客「hatter」和野兔「hare」）出現了，並且被描繪成類似於在《愛麗絲夢遊仙境》中的相對角色。然而，愛麗絲似乎並不認得他們了。
愛麗絲的貓黛娜也回來了——這次和她的兩隻小貓一起：小貓（Kitty，黑色的那隻）和雪花（Snowdrop，白色的那隻）。書的最後他們與鏡中世界的紅皇后與白皇后產生關聯。
雖然愛麗絲的姊妹沒有出現，但是有提到她。在《愛麗絲夢遊仙境》和《愛麗絲鏡中奇遇》中有一些關於兩個不存在的角色的雙關語和俏皮話：沒有人（Nobody）和某人（Somebody）。詭異地，蚊子（gnat）稱愛麗絲為老友，雖然他在《愛麗絲夢遊仙境》中沒出現過。

## 詩與歌
- 序曲（Prelude）

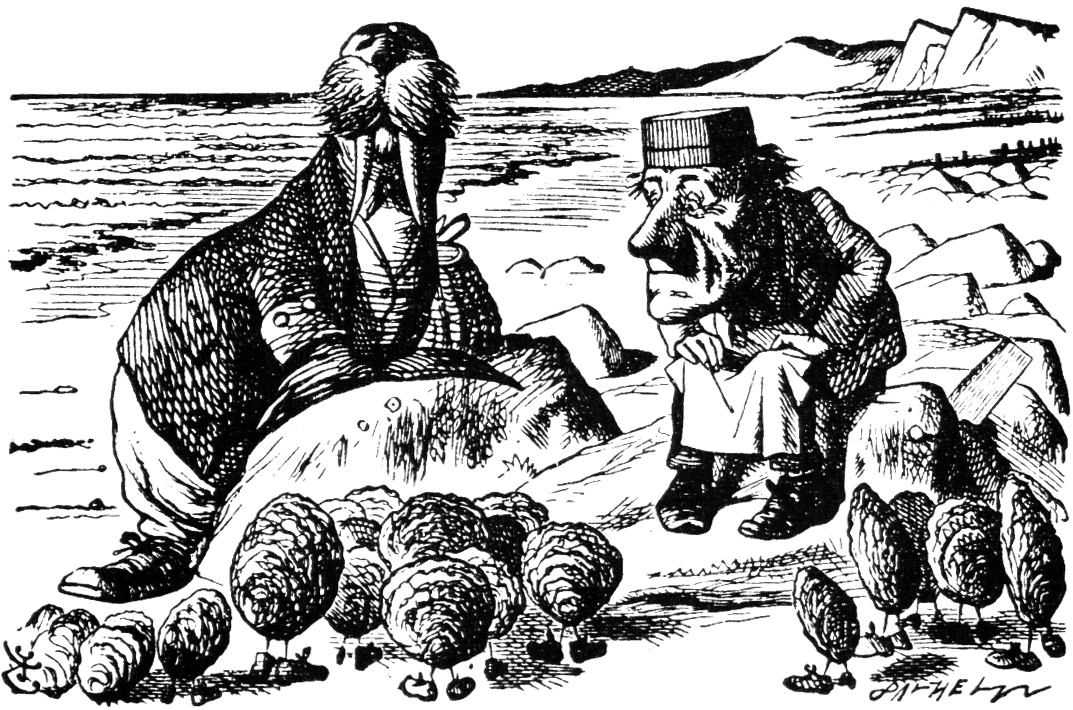
海象與木匠

- 空洞巨龍（Jabberwocky，在鏡中的房子裡讀到）
- 特老大與特老二（Tweedledum and Tweedledee）
- 獅子與獨角獸（The Lion and the Unicorn）
- 海象與木匠（The Walrus and the Carpenter）
- 矮胖子（Humpty Dumpty）
- 「冬天，當田野雪白如銀⋯⋯」（"In Winter when the fields are white..."）
- 黑線鱈的眼睛（Haddocks' Eyes） / 上了年紀的人（The Aged Aged Man） / 手段和方法（Ways and Means） / 在門上歇一下（A-sitting on a gate），這首歌名為《在門上歇一下》，不過這首歌其他的名稱列於其前。
- 愛麗絲對鏡中世界說⋯⋯（To the Looking-Glass world it was Alice that said...）
- 白皇后的謎題
- 「夕陽下的小船」（A boat beneath a sunny sky）是一首書末的無題離合詩的首句——每行的第一個字母拼起來是Alice Pleasance Liddell。

## 戴假髮的黃蜂
路易斯·卡羅決定要取消一個被形容為「戴假髮的黃蜂」（The Wasp in a Wig）的一幕（可能是對陳腔濫調的「bee in the bonnet」的玩笑）。這在卡羅的姪子史都華·道奇森·科林伍德（Stuart Dodgson Collingwood）寫的傳記裡被隱約提到，其中一個刪去的理由是他的插畫家約翰·坦尼爾（John Tenniel）。在一封給1870年6月1日寫給卡羅的信中泰尼爾寫道：
⋯⋯我一定得說，「黃蜂」章節一點也不讓我感興趣，而且我不知道該怎麼作畫。如果你要縮短這本書的篇幅，我不得不這麼想——這也是我所有的建議——「那」是你的機會。
多年來沒有人知道這個遺失的章節是什麼或它是不是還在。在1974年，一份聲稱是該遺失章節的長條校樣的文件在蘇富比上被拍賣；目錄上的部份描述寫道：「證據在作者⋯⋯1898年牛津的⋯⋯個人財產拍賣中被買走了」。這場拍賣的得標者是約翰·弗萊明（John Fleming），他是一名曼哈頓的書商。得標價格是1700英磅。章節內容後來在馬丁·加德納的 The Annotated Alice: The Definitive Edition 中刊出，也以精裝書 The Wasp in a Wig: A Suppressed Episode… 的形式出版。
這段重新發現的章節描述愛麗絲遇到一隻戴著黃色假髮的黃蜂，包含一首先前完全沒出版過的詩。如果這章節包含在書裡，將緊隨第8章之後的內容，或位於第8章的結尾——遇見白騎士的那個章節。這份發現一般來說被認為是真跡，但有些人提出了質疑。證據尚未獲得任何物理檢驗以推論其年份及是否為真。